# هوغو فيانا (مقاتل)
هوغو فيانا (بالإنجليزية: Hugo Viana؛ مواليد 26 سبتمبر 1982) هو مُقاتل فنون قتالية مختلطة برازيلي.

## وصلات خارجية
- هوغو فيانا (مقاتل) على موقع يو إف سي (الإنجليزية)
- هوغو فيانا (مقاتل) على موقع شيردوغ (الإنجليزية)
- هوغو فيانا (مقاتل) على موقع Tapology.com (الإنجليزية)
- هوغو فيانا (مقاتل) على موقع IMDb (الإنجليزية)